# Norther
I Norther sono stati un gruppo melodic death metal finlandese formatosi nel 1996.

## Storia del gruppo
Petri Lindroos e Toni Hallio iniziano a comporre insieme pezzi death metal sotto il nome di Requiem. Due anni dopo Alexander Kuoppala (ex Children of Bodom e amico di Lindroos) aiuta a ottenere un contratto discografico per la band, che nel frattempo cambia nome in Decayed.
Nel 2000 entra a far parte della band il chitarrista Kristian Ranta e nello stesso anno firmano con la Spinefarm Records un contratto subito dopo aver registrato il demo Warlord. Il gruppo assume ora il nome attuale.
Nel 2002 esce Dreams of Endless War, primo full-length della band. Esce poi Mirror of Madness anticipato dal singolo Unleash Hell che scala le classifiche finlandesi fino al sesto posto. Dopo il DVD Spreading Death, esce nel 2004 Death Unlimited. Nel 2006 esce Till Death Unites Us.
Nella fine del 2006 i Norther recitano nel film Vares 2, e compongono Frozen Angel e Reach Out, tracce inserite nella colonna sonora del film.
Nel febbraio 2007 pubblicano l'EP No Way Back con 5 nuove canzoni, tra le quali figurano, per l'appunto Frozen Angel e Reach Out.
Nel 2008 esce l'album N per la Century Media.
Nel marzo 2009 Lindroos lascia la band per concentrarsi con gli Ensiferum. Il 14 aprile 2009 la band annuncia l'arrivo del nuovo cantante Aleksi Sihvonen (ex-Imperanon); nella stessa data è stato annunciato anche Daniel Freyberg come chitarrista in sede live.
Nel febbraio 2010 viene annunciato l'ufficiale arrivo a tempo pieno nel gruppo di Freyberg e nell'aprile dello stesso anno i Norther rilasciano online il singolo Break myself away, primo brano realizzato con i nuovi componenti. Circle Regenerated viene pubblicato nell'aprile 2011 (il 19 aprile in Italia, Spagna e USA). La voce di Sihvonen e il rinnovato stile musicale (meno veloce e power, più misterioso e melodico) suscitano una certa delusione tra la maggior parte dei fan.
Il 26 luglio 2012 i Norther attraverso un comunicato ufficiale annunciano il loro scioglimento.

## Formazione

### Ultima
- Aleksi Sihvonen – voce
- Kristian Ranta – chitarra, voce
- Daniel Freyberg – chitarra, voce
- Jukka Koskinen – basso, voce
- Tuomas Planman – tastiere, voce
- Heikki Saari – batteria

### Ex componenti
- Petri Lindroos – voce, chitarra
- Tuomas "Stubu" – basso
- Joakim Ekroos – basso
- Toni Hallio – batteria
- Roni Korpas – chitarra
- Sebastian "Knight" – tastiere

## Discografia
Album in studio
- 2002 – Dreams of Endless War
- 2003 – Mirror of Madness
- 2004 – Death Unlimited
- 2006 – Till Death Unites Us
- 2008 – N
- 2011 – Circle Regenerated

Demo
- 2000 – Warlord

EP
- 2005 – Solution 7
- 2007 – No Way Back

DVD
- 2004 – Spreading Death

Singoli
- 2002 – Released
- 2003 – Unleash Hell
- 2004 – Spreading Death
- 2006 – Scream
- 2010 – Break Myself Away